# Comedian Harmonists (película de 1997)
Comedian Harmonists es una película alemana de 1997, dirigida por Joseph Vilsmaier, sobre el popular grupo vocal alemán de las décadas de 1920 y 1930, los Comedian Harmonists. El largometraje contó con el apoyo financiero de los fondos cinematográficos de Alemania y Austria.
La película fue un éxito de audiencia entre más de tres millones de espectadores  y recibió importantes premios en Alemania.

## Trama
En 1927, el arreglista judío desempleado Harry Frommermann pone un anuncio en un periódico y buscaba cantantes para formar un conjunto vocal inspirado en el grupo de barberos estadounidense The Revelers. El bajo Robert Biberti reacciona al anuncio y presenta a Frommermann a los demás cantantes del grupo posterior. Después de ensayos intensos y angustiosos y fracasos iniciales, finalmente encontraron su estilo y se convirtieron en uno de los grupos musicales de mayor éxito en Alemania.
El grupo es sometido a varias pruebas. Después de que los nacionalsocialistas llegaron al poder en 1933, Frommermann y sus colegas Roman Cycowski y Erich A. Collin, que también eran judíos, tuvieron problemas porque los nacionalsocialistas comenzaron a presionarlos. Frommermann y Biberti también están interesados en la misma chica, la alegre estudiante Erna. Cycowski, un judío polaco, se casa con María, quien se convierte a la fe judía por él.
Durante un concierto en Núremberg, descubren que disfrutan de la buena voluntad de Julius Streicher, el editor del semanario antisemita Der Stürmer. Como no quieren rendirle homenaje, el fin del grupo es inevitable.
Una actuación en Estados Unidos anima a algunos miembros a quedarse allí y evitar así los problemas políticos en Alemania. Pero Biberti en particular quiere volver a casa, sobre todo por su madre, que no quiso abandonar su tierra natal. Como el grupo subestima el peligro real y no se toma en serio la amenaza de los nacionalsocialistas, finalmente regresan juntos a Alemania.
Poco tiempo después se enteraron de que tenían prohibido actuar. El grupo puede dar un último concierto. Después del concierto, el público celebra frenéticamente.
Luego, los miembros judíos del grupo abandonan Alemania.
En 1927, el actor judío alemán desempleado Harry Frommermann se inspira en el grupo estadounidense The Revelers para crear un grupo alemán del mismo formato. Realiza audiciones y contrata a cuatro cantantes y un pianista adicionales. Llamándose a sí mismos los "Comedian Harmonists", alcanzan fama y popularidad internacionales. Sin embargo, finalmente se ven confrontados con problemas cuando los nazis llegan al poder, ya que la mitad de los integrantes del grupo son judíos.

## Elenco
- Ben Becker como Robert Biberti
- Heino Ferch como Roman Cycowski
- Ulrich Noethen como Harry Frommermann
- Heinrich Schafmeister como Erich A. Collin
- Max Tidof como Ari Leschnikoff
- Kai Wiesinger como Erwin Bootz
- Meret Becker como Erna Eggstein
- Katja Riemann como Mary Cycowski
- Noemi Fischer como Chantal, la novia de Collin.
- Dana Vávrová como Ursula Bootz
- Otto Sander como Bruno Levy
- Michaela Rosen como Ramona, señora del burdel
- Günter Lamprecht como Erik Charell
- Gérard Samaan como el padre de Roman
- Rolf Hoppe como Gauleiter Streicher
- Jürgen Schornagel como Reichsmusikdirektor
- Rudolf Wessely como Sr. Grünbaum
- Susi Nicoletti como la Sra. Grünbaum
- Giora Feidman como clarinetista
- Kathie Lindner como encargada de vestuario
- Trude Ackermann como la madre de Robert

## Producción
La película se rodó en Viena, Bad Fischau-Brunn, Praga, Múnich y Berlín en el verano de 1997. El productor principal fue la empresa vienesa Dor Film, los productores minoritarios fueron las compañías cinematográficas alemanas Perathon Film, Iduna Film, Bavaria Film, Senator Film y Televersal Film. Para las canciones de la película se utilizaron principalmente grabaciones originales postprocesadas. Los créditos finales enumeran los números correspondientes de Comedian Harmonists y Revellers, así como "Talled Comedians" para las reproducciones en situaciones de ensayo y Thomas Teske para las nuevas grabaciones para piano. Él y Winfried Grabe  aparecen nombrados en los créditos de la supervisión musical.

## Recepción
Comedian Harmonists triunfó en Europa y fue la película alemana más taquillera de 1998 con más de 16 millones de dólares.   El presidente estadounidense Bill Clinton le dijo al crítico Roger Ebert que estaba entre sus películas favoritas del año, aunque la película no tuvo un estreno generalizado, de ahí la recepción en los Estados Unidos.
Bernd Reinhardt, del World Socialist Web Site, la calificó como "una película apasionante que vale la pena ver y que presta la debida atención a la música del sexteto". También destacó la atención de la película a los detalles históricos y la importancia de su tema del internacionalismo musical.
Sonja Toepfer, Kinofenster.de, indicó que "Joseph Vilsmaier retrata los personajes de Comedian Harmonists con una precisión excepcional. En densas secuencias de imágenes transmite la atmósfera de aquella época y se pronuncia sobre la situación política de aquel momento. (…) Con Comedian Harmonists, Vilsmaier ha logrado crear una película en gran medida entretenida, que no está llena de aparentes soluciones a problemas y de una supuesta "aceptación del pasado" y, sin embargo, expresa la tragedia de los artistas individuales sin adornos y claramente en el contexto de la tragedia de todo un pueblo: se supone al menos un conocimiento elemental sobre el Tercer Reich. En lugar de una defensa prematura, provoca preguntas (nuevamente) por parte del espectador. Por ejemplo, cómo era posible que tanto los seguidores como los nazis acérrimos pudieran estar entusiasmados con el grupo y ni siquiera intervenir cuando a los ídolos a los que animaban con todo su corazón se les prohibió actuar. Eso fue en 1934, mucho antes de la Kristallnacht." 
Variety también elogió el largometraje: "La historia básica tiene todos los ingredientes de una buena historia comercial: Berlín en su apogeo salvaje y decadente; tensiones matrimoniales y sexuales dentro del grupo; un viaje a Estados Unidos en un momento crucial de su carrera; además de un final de último concierto en casa de “Sound of Music” que es genuinamente conmovedor. Si a esto le sumamos un reparto de primer nivel (en el que incluso algunos nombres conocidos casi se descartan) y una elegante lente panorámica del director de fotografía Joseph Vilsmaier (“Stalingrado”, “Hermano de sueño”), que claramente sabe cómo poner estructurar una película biográfica de este tipo." 
El Lexikon des internationalen Films fue menos elogioso en su reseña: "Esta película de entretenimiento, concebida anecdóticamente, describe con cierto esfuerzo externo, pero también con muchos e estereotipos supuestamente "pegadizos", las carreras de los músicos en una "época llena de acontecimientos", que sólo sirve como superficie de proyección para cultivadas superficialidades." 

## Premios y nominaciones
En lel Deutscher Filmpreis de 1998, Comedian Harmonists ganó los premios a la mejor película de ficción, mejor montaje (para Peter R. Adam), mejor actor (para Ulrich Noethen), mejor actriz de reparto (para Meret Becker) y mejor diseño de producción (para Rolf Zehetbauer). Joseph Vilsmaier fue nominado a mejor dirección, perdiendo ante Wim Wenders por El fin de la violencia. En los Premios Bávaros del Cine de 1998, Joseph Vilsmaier ganó el premio al mejor director. Ben Becker, Heino Ferch, Ulrich Noethen, Heinrich Schafmeister, Max Tidof y Kai Wiesinger ganaron un premio especial.
Vilsmaier fue nominado a mejor director de fotografía en los Premios del Cine Europeo de 1998.

## Versión estadounidense
La versión estadounidense de Miramax contiene al menos una diferencia con respecto al original: en el original, hay una escena en la que los Harmonists llegan a Nueva York y actúan frente a la Marina de los EE. UU., donde la cámara destaca a un marino afroamericano que está disfrutando visiblemente de la música, hasta que recibe una mirada punzante de reprimenda por parte de un oficial superior. Este segmento fue eliminado del lanzamiento estadounidense. 

## Legado
La película dio lugar a la creación de una obra musical, Veronika, der Lenz ist da – Die Comedian Harmonists, que se estrenó en la Komödie de la Kurfürstendamm de Berlín el 19 de diciembre de 1997. Cuando cerró esta producción, los actores que habían interpretado el sexteto original formaron un nuevo grupo llamado Berlin Comedian Harmonists.